# Romain Mahieu
Romain Mahieu (Lilla, 17 febbraio 1995) è un ciclista di BMX francese.
Ha rappresentato la Francia ai Giochi olimpici estivi di Tokyo 2020 in cui si è classificato 6º, e Parigi 2024, dove ha vinto il bronzo. È stato campione iridato ai mondiali di Glasgow 2023. Intrattiene una relazione sentimentale con la ciclista australiana Saya Sakakibara, oro olimpico a Parigi 2024.

## Palmares
- Giochi olimpici

Parigi 2024: bronzo nella BMX
- Mondiali

Glasgow 2023: oro nella BMX;